# IC 2472
IC 2472 ist eine Spiralgalaxie vom Hubble-Typ Sbc im Sternbild Löwe auf der Ekliptik. Sie ist etwa 346 Millionen Lichtjahre von der Milchstraße entfernt.
Das Objekt wurde am 14. April 1896 von Stéphane Javelle entdeckt.